# Spidsbue
En spidsbue eller gotiske spidsbuer er bue og hvælving, der er spids i toppen, og som har navn efter gotikken. Buerne blev bl.a. brugt i vinduesbuer, broer, portaler og lofter.
Spidsbuen gav mulighed for at bygge højere hvælvinger, end det var tilfældet med rundbuerne i den romanske stil, der var ældre end gotikken. Rundbuerne blev efterlignet i Rundbuestil 1800-tallet under historicismen, ligesom gotikken og de spidse buer blev det i slutningen af 1700-tallet og starten af 1800-tallet.
| Arkitektur | Spire Denne arkitekturartikel er en spire som bør udbygges. Du er velkommen til at hjælpe Wikipedia ved at udvide den. |